# Остин, Герберт
Герберт Остин, барон Остин I (англ. Herbert Austin, 1st Baron Austin, 1866—1941) — английский инженер, автомобилестроитель, предприниматель, основатель компании Austin Motor Company. С 1917 года — Рыцарь-Командор (KBE) Ордена Британской империи. С 1936 года — барон Остин Первый.

## Биография

### Ранние годы. Эмиграция в Австралию.
Герберт Остин родился в крестьянской семье в деревне Литл Миссенден графства Бакингемшир на юго-востоке Англии. В 18 лет вместе с дядей по материнской линии эмигрировал в Австралию. В качестве наёмного работника пробовал себя в различных предприятиях Мельбурна, в свободное время посещал художественную школу, где брал уроки рисования. 26 декабря 1887 года женился на Элен Дрон, дочери иммигрантов из Шотландии.
В этом же году Герберт Остин поступил менеджером на работу в небольшое предприятие, которое изготавливало оборудование для стрижки овец по заказу Фредерика Уолсли (Frederick Wolseley) — изобретателя и признанного эксперта в этой области. Уже через три месяца Герберт получил приглашение работать в головной офис компании The Wolseley Sheep Shearing Machine Company в Сиднее. Там он в течение 3—4 лет подготовил ряд технических усовершенствований в процесс механической стрижки, запатентовал их на своё имя и уступил Фредерику Уолсли в обмен на некоторый пакет акций предприятия.

### Карьера предпринимателя
В 1893 году Уолсли и Остин, оставив предприятие в ведении управляющего, вернулись в Великобританию, где организовали подразделение компании. Спрос на оборудование для стрижки овец имеет сезонный характер, поэтому в период спада мастерские решено загрузить сборкой велосипедов. В поисках новых видов продукции, которые бы обеспечили бесперебойную работу мастерским, Герберт Остин отправляется во Францию, где знакомится с технической новинкой — самоходным экипажем Амадея Болле. Вернувшись в Англию, в 1895—1896 годах он создаёт 3 собственных автомобиля, добавляя в их конструкцию свои оригинальные технические решения. Но правление The Wolseley Sheep Shearing Machine Company (Фредерик Уолсли скончался в 1899 году) не даёт согласия на развитие этого направления в бизнесе, считая его бесперспективным. Однако в 1901 году достаточно известная инвестиционная компания Vickers покупает у WSSMC права на автомобили конструкции Остина и начинает собирать их во вновь образованной компании Wolseley Motors.

### Austin Motor Company
В 1906 году, после истечения пятилетнего контракта, Герберт Остин покидает Wolseley Motors и начинает поиск инвестиций для создания собственного предприятия. Из требуемых £ 10000 он находит только 7750 фунтов стерлингов (на 2010 год — ≈650 000 фунтов стерлингов при пересчёте по индексу розничных цен или ≈2 610 000 фунтов стерлингов при пересчёте по средней заработной плате). На эти деньги он создаёт компанию Austin Motor Company.
За свою историю компания пережила периоды как успеха, так и спада. Например, основные экономические показатели начала века демонстрировали бурный экономический рост:
|                  | 1906 | 1907 | 1908  | 1909  | 1910  | 1911  | 1912  | 1913  |
| Выручка (тыс. £) | 14,7 | 84,9 | 119,7 | 169,8 | 209,0 | 276,2 | 354,2 | 425,6 |
| Автомобили (шт.) | 31   | 180  | 218   |       |       |       | 1107  | 1500  |
| Персонал (чел.)  |      | 270  |       |       |       |       |       | 2300  |

В 1914 году Austin Motor становится публичной компанией. С началом Первой мировой войны её обороты увеличиваются многократно. Она исполняет государственные поставки самолётов, пушек, грузовиков, санитарных машин, прожекторных установок.
В январе 1915 года Герберт Остин переживает глубокую личную трагедию: на фронте во Франции гибнет его единственный сын Вернон Джеймс. В 1917 году за вклад в формирование военной и экономической мощи Британской империи промышленник посвящается в Рыцари-Командоры Ордена Британской империи. В 1921 году в связи с экономическим кризисом, вызванным послевоенным спадом производства, на предприятии было введено внешнее управление, но после финансовой реструктуризации оно продолжило свою работу. Герберт Остин сохранил за собой пост председателя правления, но оперативное управление осуществлялось уже коллегиально, специально установленным комитетом(просуществовал до 1939 года). Выйти из кризиса помогла идея создания сверх экономичного и недорогого автомобиля. В 1922 году был выпущен Austin 7, который надолго стал символом марки.
С 1918 по 1924 год Герберт Остин был членом Парламента Великобритании от консервативной партии. В 1936 году он был пожалован титулом барона Остина I из Лонгбриджа. Скончался в 1941 году от сердечного приступа во время заболевания пневмонией.